# Groom Lake
Groom Lake je solná pláň v Nevadě používaná jako vzletové dráhy Nellisovy letecké základny. Nachází se blízko severně od amerického zařízení Oblast 51 v Údolí Groom Lake, které je součástí Tonopahské bažiny. Jezero nabývá průměru 18 km. Poblíž jezrea se nachází základna letectva spojených států amerických známá jako Oblast 51.

## Historie
V sedmdesátých letech 19. století zde byly objeveny železná ruda a stříbro. Těžební prostory získal J. B. Osborne s partnery v devadesátých letech 19. století. Nárok na ně byl však prokázán v roce 1916, kdy zde s další firmou začali těžit do roku 1918 a poté po druhé světové válce do padesátých let.